# Зорина (река)
Зорина — река в России, протекает в Вохомском и Павинском районах Костромской области. Устье реки находится в 27 км по правому берегу реки Вочь. Длина реки составляет 10 км.
Исток реки находится в лесах западнее деревни Борислоглебская и в 19 км к северо-западу от посёлка Вохма. Река течёт на северо-запад по ненаселённому лесу, крупных притоков не имеет. Впадает в Вочь напротив деревни Карпово в 17 км к востоку от села Павино.

## Данные водного реестра
По данным государственного водного реестра России относится к Верхневолжскому бассейновому округу, водохозяйственный участок реки — Ветлуга от истока до города Ветлуга, речной подбассейн реки — Волга от впадения Оки до Куйбышевского водохранилища (без бассейна Суры). Речной бассейн реки — (Верхняя) Волга до Куйбышевского водохранилища (без бассейна Оки).
Код объекта в государственном водном реестре — 08010400112110000041240.